# Lochmoor Waterway Estates
Lochmoor Waterway Estates – jednostka osadnicza w Stanach Zjednoczonych, w stanie Floryda, w hrabstwie Lee.